# Hans Lokscha
Johann Franz "Hans" Lokscha (* 25. Februar 1895 in Marienberg bei Mährisch Ostrau, Österreich-Ungarn; † 4. Mai 1975 in Dorf Tirol, Südtirol) war ein österreichischer Agrarwissenschaftler in Wien und Politiker (SdP) in Brünn.

## Leben
Er studierte Landwirtschaft an der Hochschule für Bodenkultur in Wien. Im Ersten Weltkrieg diente als Offizier im Heer Österreich-Ungarns. Nach Kriegsende lehrte   Lokscha als Privatdozent an der deutschen Technischen Hochschule in Brünn und war zudem Landwirtschafts-Inspektor der deutschen Sektion des mährischen Landerkulturrates. Am 20. Juni 1939 beantragte er die Aufnahme in die NSDAP und wurde rückwirkend zum 1. April desselben Jahres aufgenommen (Mitgliedsnummer 7.065.899). Im selben Jahr wurde er zum Direktor der Landwirtschaftlichen Landesversuchsanstalt in Brünn ernannt.
Nach dem Zweiten Weltkrieg wirkte Lokscha im Bundesministerium für Land- und Forstwirtschaft der Republik Österreich.
Er war Mitglied der katholischen Studentenverbindungen KaV Norica Wien, KDStV Nibelungia Brünn und KDStV Elbmark Tetschen-Liebwerd.

## Schriften
- Die Düngung mit Superphosphat an Hand einfacher Düngungsversuche. Mit Abb. Brünn: Deutsche Sektion d. mährischen Landeskulturrates. 1905.
- Pflanzenbauliche Verhältnisse im Tätigkeitsgebiete der deutschen Sektion des mähr. Landeskulturrates, mit besonderer Berücksichtigung des Getreidebaues, 1927.
- Der Gerstenbau in den deutschen Gebieten Mährens, 1929.
- Pflanzenbauliches aus Holland, 1932.
- Die Getreidehalmfliege und ihre Schäden am Getreide, 1933.